# Covadonga
Covadonga – miejscowość w regionie Asturii na północy Hiszpanii, w górach Picos de Europa. Miejsce pierwszej zwycięskiej bitwy podczas rekonkwisty. Popularne sanktuarium maryjne. Odbywają się tutaj trudne górskie finisze Vuelta a España.

Galeria
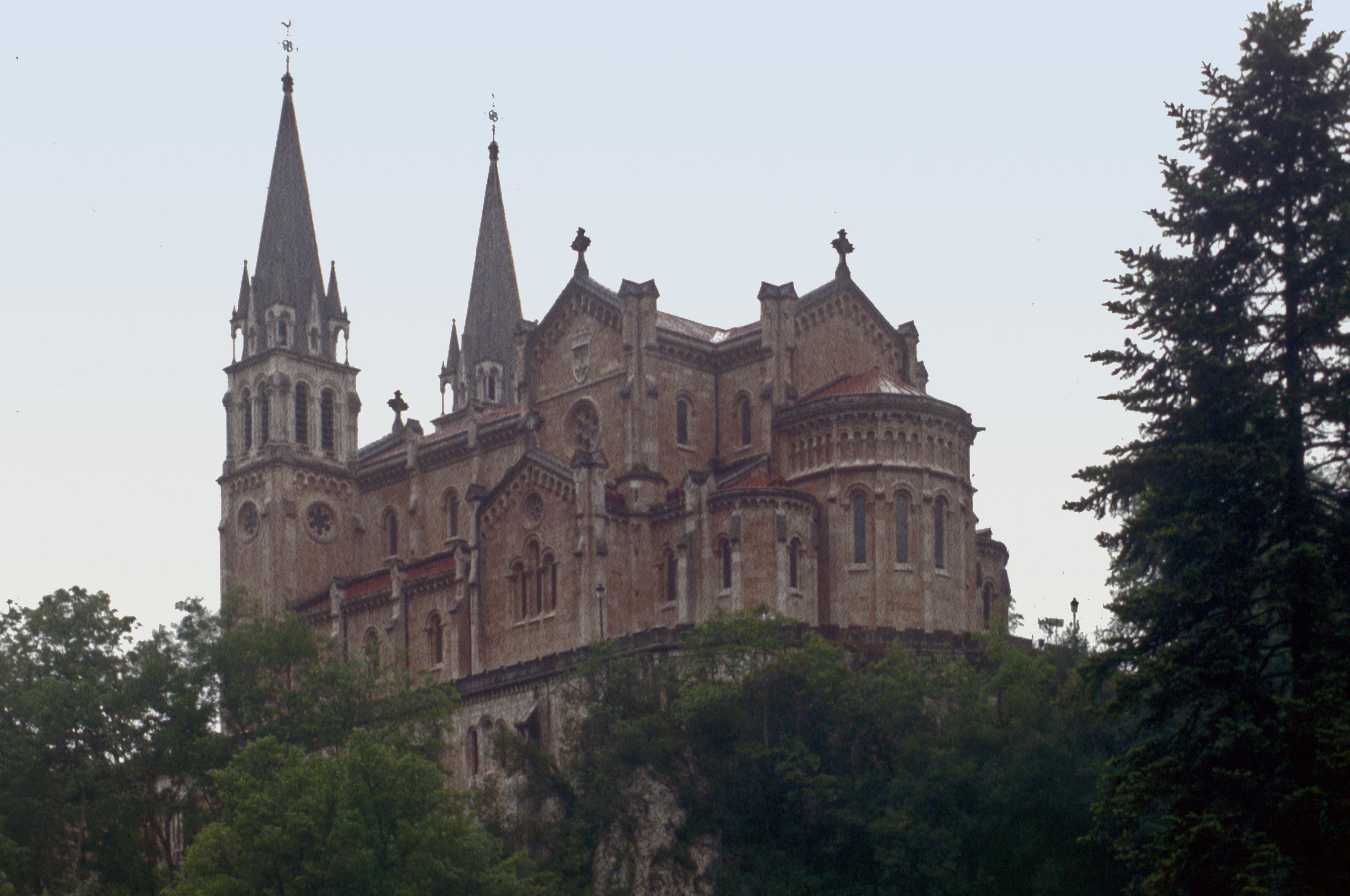
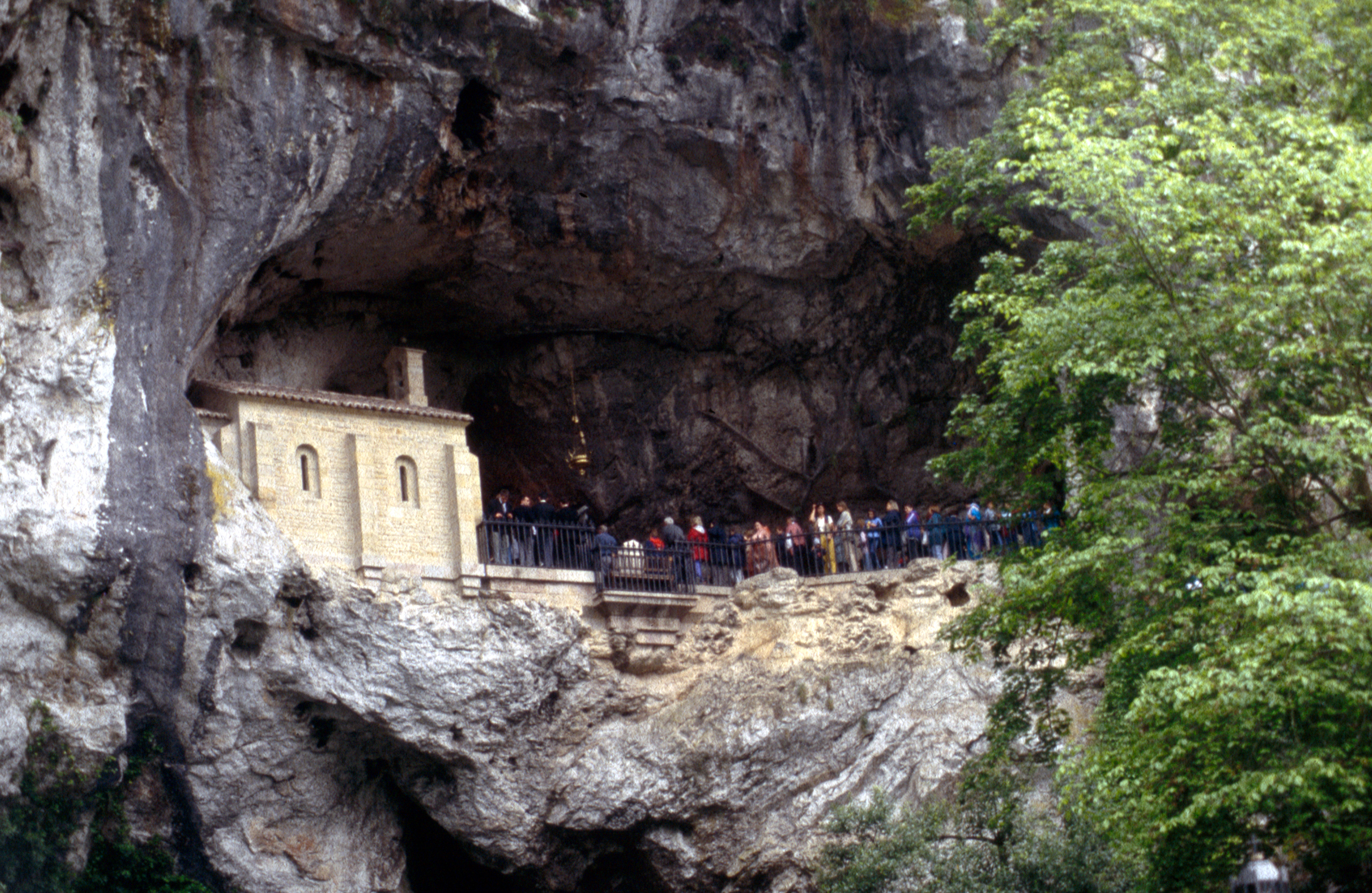
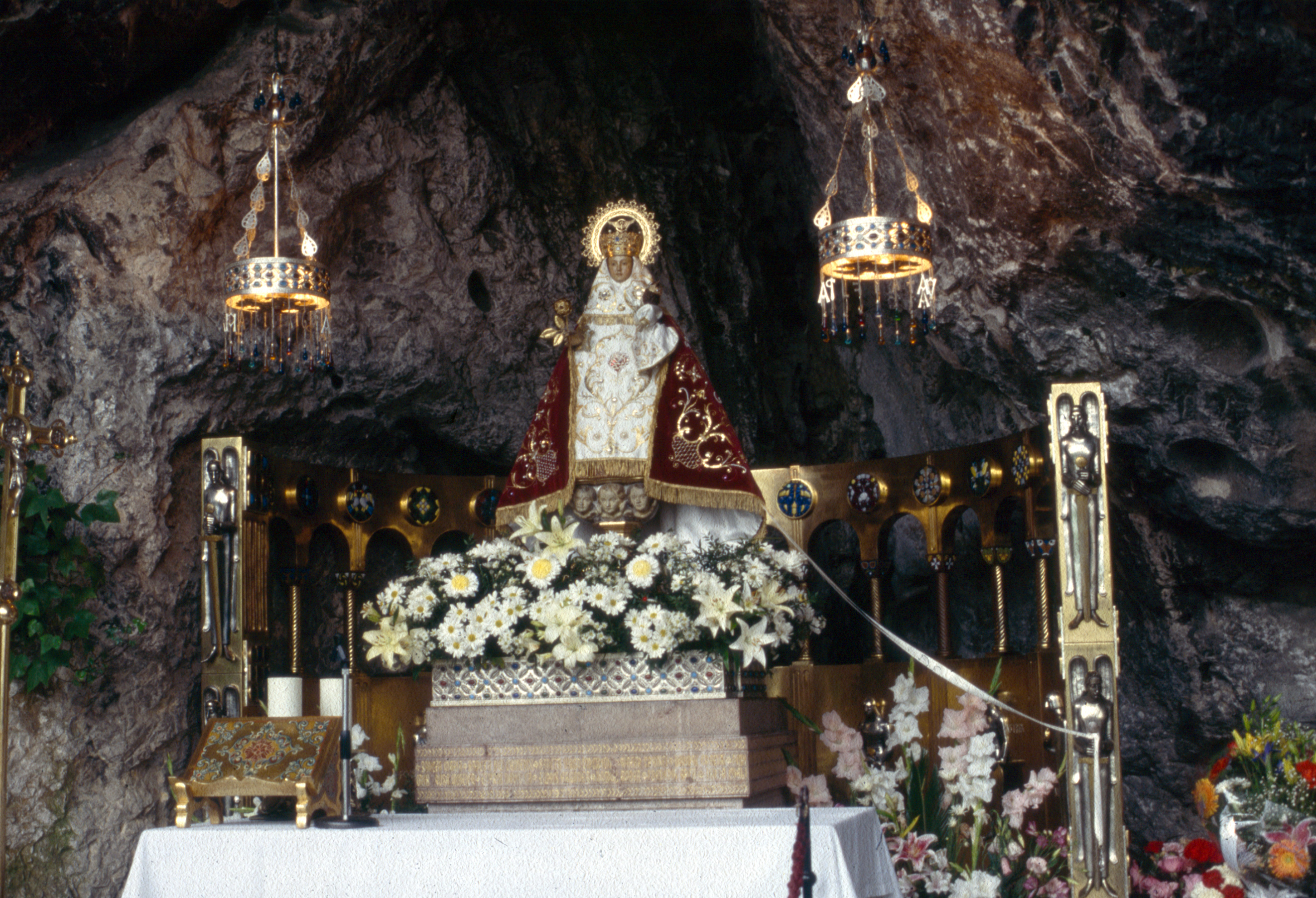
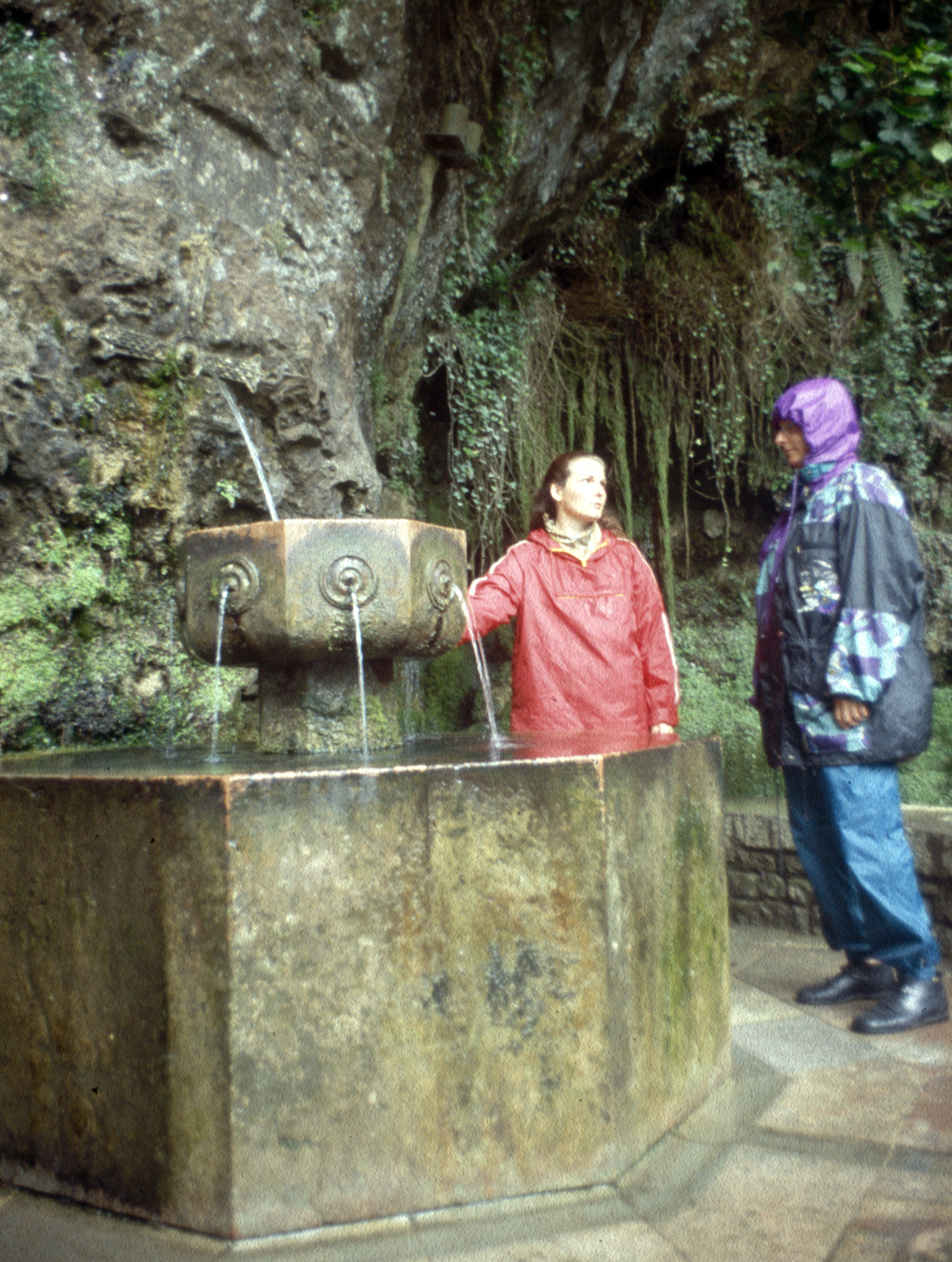